# Maison Coilliot
La maison Coilliot est une maison de style Art nouveau réalisée par Hector Guimard située au 14, rue de Fleurus à Lille. Elle a été classée monument historique le 16 mars 1977. Les bâtiments participant du même ensemble, situés à l'arrière et jusqu'au 13 à 17 rue Fabricy, ont également été inscrits à l'inventaire des monuments historiques le 13 mai 2009.
Ce site est desservi par la station de métro République - Beaux-Arts. 

## Historique
À la mort de Jean-Baptiste Coilliot, son fils, Louis Coilliot, prend la direction de l'entreprise paternelle de vente de matériaux située au 12 de la rue de Fleurus. Vers 1895, il achète la parcelle adjacente, au 14 de la rue de Fleurus, et d'autres parcelles situées à l'arrière, courant jusqu'à la rue Fabricy perpendiculaire à la rue de Fleurus. L'ensemble couvre une surface de 744 m2. 
Entrepreneur en céramique, fournisseur régional de la maison Gillet, Louis Coilliot veut lancer le procédé de la lave émaillée. Il fait appel à Hector Guimard, rencontré en 1897 à l'exposition La céramique et tous les arts du feu, pour ériger une façade, sorte d'affiche publicitaire, pour le nouveau siège de son entreprise, au 14 de la rue de Fleurus. La maison, qui comprend une partie commerciale au rez-de-chaussée et une partie habitation à l'étage, est érigée entre 1898 et 1900.
À l'arrière de la maison, Louis Coilliot fait également construire des écuries, un entrepôt et un immeuble de rapport donnant sur la rue Fabricy, réalisés en béton armé selon la technique novatrice de l'entreprise Hennebique.
La maison du 14 rue de Fleurus est classée monument historique en mars 1977. Après la cession, en juillet 2008, des bâtiments arrière à des promoteurs immobiliers, l'immeuble donnant rue Fabricy et les ateliers situés à l'arrière font à leur tour l'objet d'une inscription au titre des monuments historiques sur l'intervention de l'association Renaissance du Lille Ancien. L'inscription est effective en mai 2009. L'immeuble du 13 au 17 rue Fabricy a été entièrement restauré en 2011.

## Description
Construite en pierre de taille, brique, lave, fer forgé et céramique, la maison Coilliot comporte une boutique au rez-de-chaussée et un logement d'habitation sur trois niveaux, au-dessus. Édifiée sur une parcelle biaise, elle présente une double façade asymétrique. Entre la façade urbaine à l'alignement de la rue et la façade domestique perpendiculaire aux murs mitoyens se place une superposition de balcons à la loggia du bel étage. La façade est encadrée de plaques de lave émaillée de couleur verte et surmontée d'un fronton et d'une toiture-pignon en bois.
À l'intérieur, le hall d'entrée est un chef d’œuvre de Guimard dont la signature se révèle sur les boutons de porte moulés à l'empreinte de sa main fermée. Les deux pièces de réception du bel étage ont conservé leur cheminée et le meuble-bahut qui les encadre.

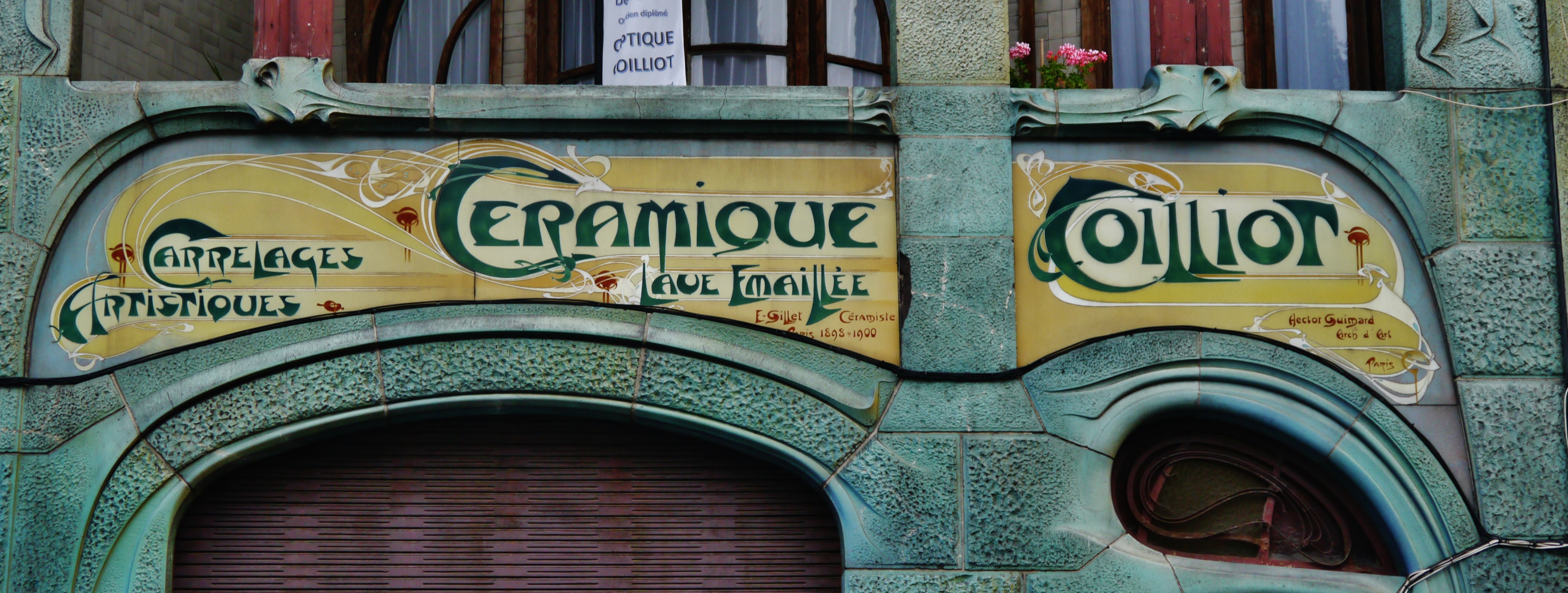
Sgrafitte de la Maison Coilliot.

Le bâtiment rue Fabricy présente une façade plus classique. Le rez-de-chaussée à bossages en ciment est peint tandis que l'élévation habillée de briques vernissées est ornée de cartouches de céramique. 
À l'intérieur, le rez-de-chaussée est occupé par les vestibules de deux escaliers. Celui du n°13 permet d'accéder par une galerie au premier étage au bâtiment de fond de cour, celui du n°17 permet d'accéder à l'habitation elle-même. Dans le grand salon se trouve une importante cheminée en céramique de Longwy de style néo-Renaissance, avec la salamandre de François Ier sur le manteau et des niches surmontées de dais qui accueillaient autrefois des figures féminines. La cheminée du premier étage présente des décors polychromes tandis que celle du second est monochrome. Le grand salon présente aussi, outre des vitraux, un lambris bas en carreaux de céramique de Longwy avec des personnages alternés représentant deux types différents de mousquetaires et quatre figures féminines symbolisant les saisons. L'ensemble des espaces de circulation est décoré de carreaux de céramique.
À l'arrière de l'immeuble, les ateliers sont reliés par une vaste plate-forme aux allures de paquebot réalisée en béton armé, construite au-dessus de l'entrepôt.